# Pwd

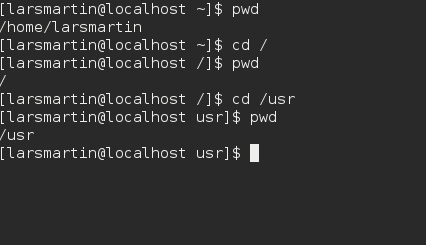
دستور pwd در ترمینال.

pwd (برگرفته از: print working directory) دستوری است در سیستم‌عامل‌های شبه یونیکس برای چاپ کردن مسیر دایرکتوری جاری.
```
$
 
pwd

/usr/local/bin
$
 
cd
 
..
$
 
pwd

/usr/local

```